# Fadogia lactiflora
Fadogia lactiflora är en måreväxtart som beskrevs av Friedrich Welwitsch och William Philip Hiern. Fadogia lactiflora ingår i släktet Fadogia och familjen måreväxter. Inga underarter finns listade i Catalogue of Life.